# Tavaszébredés
A Tavaszébredés egy 2006-os rockmusical, melynek szövegét Frank Wedekind 1891-es A tavasz ébredése című drámája alapján Steven Sater írta, zenéjét Duncan Sheik szerezte.
A történet a késő 19. századi Németországban játszódik, és olyan tizenévesekkel foglalkozik, akik most ismerkednek a szexualitás külső és belső jegyeivel. Az eredeti darabot hazájában betiltották, mivel megjelenik benne a önkielégítés, terhességmegszakítás, homoszexualitás, nemi erőszak, gyermekgyalázás és az öngyilkosság is. A musical zenei anyaga elsősorban alternatív rock, de használ népi elemeket is. A Tavaszébredés a 2007-es Tony-díjon tizenegy jelölést kapott, melyből nyolcat meg is nyert, köztük a legjobb musical, rendezés, szövegkönyv, zene és bemutatkozó színésznek járó elismerést. Emellett négy Drámakritikusok Díját és – a londoni produkció – nyolc Oliver-díjat is megnyert. Magyarországon a Budapesti Operettszínház és a Nyugati Teátrum közös koprodukcióban mutatta be 2009-ben – előbb nagyszínpadon, majd a SÚGÓ Raktárszínházban.

## Keletkezés és eredeti bemutató
Mielőtt a Tavaszébredés bemutatkozott volna a Broadwayn, hét év alatt számos workshopelőadást, koncertet és átdolgozást megélt, köztük egy workshopot a San Diegó-i La Jolla Playhouse-ban és a Roundabout Theatre Companyban, valamint egy koncertet 2005 februárjában a Lincoln Centerben Tom Hulce színész–rendező pártfogásában. Végül az ősbemutatóra az off-Broadwayn, az Atlantic Theatre Companyban 2006. május 19-én, ahol augusztus 5-ig futott.
Még abban az évben, december 10-én színpadra került az Eugene O'Neill Theatre-ben a Broadwayn, ahol 888 előadás és 29 előzetes után 2009. január 18-án fejezte be pályafutását. A darabot itt Michael Mayer rendezte, Bill T. Jones koreografálta, Susan Hilferty tervezte jelmezeit, Christine Jones a díszletet, míg Kevin Adams a világítást. Szinte kizárólag pozitív kritikákat kapott.
Az előadás hanganyagát a Decca Broadway adta ki 2006. december 12-én, mely 2008-ban megnyerte a legjobb musicalalbumnak járó Grammy-díjat. A New York Library For The Performing Artsban kiállították azt a gitárt, melyet Sheik használt a dalok komponálásakor.

## 2015 Broadway revival
2015-ben a darab újranyitott a Broadway-en, új koncepcióval, mely szerint egyes karakterek siketek, és ezeket a karaktereket siket vagy nagyothalló színészek alakítják. Az újítás a Tony jelölt rendező, Michael Arden férjének, Andy Mientusnak az ötlete volt, aki a darabban Hänschent játszotta. A produkció a több hetes Off-Broadwayon való futás után 2015. szeptember 27-én nyitott a Broadway-on, és 2016. január 24-én zárt. Az előadást három kategóriában is jelölték Tony-díjra: legjobb musical újra a színpadon, legjobb rendező és legjobb látványtervezés.

## Cselekmény
A musical középpontjában a kitűnően tanuló Melchior Gabor, nyugtalan barátja, Moritz Stiefel és a nővé érés határán álló fiatal lány, Wendla Bergmann áll. A mű a múltban játszódik, a 19. században, a zeneszámok azonban frissek és modernek.

### Első felvonás
Wendla édesanyjával beszélget, akitől meg szeretné tudni, hogyan lesznek a gyerekek. ("Anyám, te árva") Azonban édesanyja nem tudja rávenni magát, hogy választ adjon lányának. E helyett azt mondja neki, hogy a gyerek fogantatásához egy nőnek teljes szívéből kell szeretnie férjét. A többi fiatal lány a városban (Martha, Thea, Anna és Ilse) hasonlóan naívak és tudatlanok. ("A mama áldott")
A fiúiskolában a gyerekek latint tanulnak. Megismerjük Moritzot, akivel a tanár igen szigorúan bánik, amiért eltévesztett egy sort. Moritz osztálytársa, a lázadó Melchior próbálja mgvédeni őt, de a tanár nem nézi ezt jó szemmel, és megbünteti a fiút. Melchior kifejezi az iskola és az egész társadalom problémáit, és igényét a változásra. ("Ugyanúgy")
Moritz körülírja álmát, ami nem hagyja nyugton őt éjjel. Melchior tudja, hogy Moritznak erotikus álmai vannak, ami Moritz szerint az őrület jele. Hogy megnyugtassa barátját, Melchior, aki tapasztaltabb a témában, elmondja Moritznak, hogy az összes korukbeli fiúval megtörténik ez. Moritz, Melchior és a többi fiú (Ernst, Hänschen, Otto és Georg) megosztják saját szexuális gondolataikat és vágyaikat. ("De nagy gáz az egész") Moritz számára kényelmetlen erről beszélni, ezért megkéri Melchiort, hogy egy esszé formájában adja át neki az információkat, illusztrációkkal együtt.
A lányok (Ilsét kivéve) összegyűlnek iskola után, ugratják egymást, és fiúkról beszélgetnek. Martha beismeri, hogy kedveli Moritzot, de a többi lány kineveti őt ezért. A legnépszerűbb fiú köztük, az intelligens, jóképű Melchior. ("Te vagy a speed")
Moritz megkapta Melchior esszéjét, azonban úgy érzi, ez csak rontott az álmain. Melchior megpróbálja megnyugtatni őt, de Moritz elszalad. Az összes fiú és lány kifejezi vágyait. ("Csak érints")
Wendla virág szedés közben találkozik Melchiorral. Együtt emlékeznek vissza egykori barátságukra. Mindketten engedni akarnak vágyaiknak, de végül nem teszik. ("A test szava") Eközben Moritz beszökik az iskolába, hogy megnézze a dolgozatok eredményeit, és boldogan látja, hogy átment a vizsgákon, és ezt elújságolja a többieknek is. Viszont a tanáruk és az igazgató, akik szerint nem engedhetnek át mindenkit, eldöntik, hogy mégis megbuktatják Moritzot.
Martha véletlenül bevallja barátainak, hogy az apja fizikailag és szexuálisan bántalmazza őt, és az édesanyja nem törődik ezzel. A többi lány elborzadva hallja ezt, de Martha megígérteti velük, hogy nem mondják el senkinek, vagy ő is úgy végzi majd, mint Ilse, egy gyerekkori barátjuk, aki elkóborolt otthonról, miután a hasonlóan bántalmazó szülei kidobták őt. ("A sok csúf éjjel")
Később Wendla megint találkozik Melchiorral az erdőben, és elmeséli neki, amit Marthától hallott. Wendla megkéri a fiút, hogy üsse őt meg egy vesszővel, hogy ő is átérezhesse Martha fájdalmát. Melchior először határozottan ellenzi az ötletet, de végül mégis beleegyezik, sőt, túlságosan beleéli magát, és végül Wendlát a földre lökve vezeti le frusztrációját. Undorodva magától elrohan, és otthagyja a síró lányt. Wendla megtalálja a fiú elejtett naplóját, felveszi, és elviszi magával.
Moritz megtudja, hogy megbukott, és ezt apjának is elmondja, aki azonban, ahelyett, hogy támogatná fiát, csak azzal törődik, hogy mások mit fognak róla gondolni. Moritz levelet ír az egyetlen felnőtt barátjának, Melchior édesanyjának. Levelében pénzt kér, hogy elszökhessen Amerikába. Az asszony ezt nem tudja neki biztosítani, viszont megígéri, hogy ír a fiú szüleinek, hogy ne legyenek vele ilyen szigorúak. Moritz összeomolva az elutasítástól úgy érzi, nem marad már sok lehetősége, és öngyilkossággal fenyegetőzik. ("Nincs már tovább")
A vihar alatt a szénapadláson Melchior kifejezi frusztrációját, hogy milyen a gyermekkor és a felnőttkor között vergődni. ("Kék tükör éj") Wendla újra megkeresoi őt, hogy visszaadhassa neki a naplóját. Mindketten bocsánatot kérnek az erdőben történtek miatt. Melchior az előző nap miatt még mindig csalódott magában, ezért megkéri Wendlát, hogy menjen el, de a lány figyelmen kívül hagyja ezt. A két fiatal csókolózni kezd, mindketten idegesek és hezitálnak. Wendla nem tudja, mit készülnek tenni, de biztos benne, hogy valami olyasmit, amit eddig nem ismert. És meg is teszik. ("Hiszem én")

### Második felvonás
Wendla és Melchior a pillanatukat befejezve összezavarodottan próbálják megbeszélni, mi történt köztük az előbb. ("Bűnbe csalt")
Moritz elszökött otthonról egy pisztollyal. Összatalálkozott gyerekkori barátjával, Ilsével. Úgy tűnik a lánynak érzései vannak Moritz iránt. Együtt felidézik közös gyermekkori emlékeiket. Ilse megkéri Moritzot, hogy menjen vele haza, de a fiú elutasítja az ajánlatot, így Ilse ott hagyja őt. ("A könny úgy bánt / Zord tél") Ekkor Moritz rájön, hogy Ilse volt az utolsó lehetősége, hogy megmeneküljön a sorsától. Meggondolja magát, kiabál a lány után, de ekkor már késő. Egyedül, nagy reménytelenségben megöli magát.
Moritz temetésén Melchior siratja barátját, és keresi a fiú halálának okait. ("Köddé vált")
Az iskolában az igazgató és a tanárok úgy gondolják, el kell vonni a gyerekek figyelmét Moritz haláláról. Átkutatják Moritz tulajdonait, és megtalálják Melchior esszéjét. Ezt a lehetőséget megragadva Melchiort hibáztatják a fiú haláláért. Melchior tudja, hogy nem tud mit tenni ellenük, és beletörődik, abba, hogy eltanácsolják. ("Baszott világ")
Közben Hänschen találkozik félénk osztálytársával, Ernsttel. Ernst megosztja Hänschennel a jövőre való terveit, hogy lelki pásztor akar lenni. Hänschen pedig megosztja vele a véleményét az életről. A két fiú megcsókolja egymást, és Ernst bevallja Hänschennek, hogy szereti őt. ("A test szava (repríz)")
Wendla beteg lett, és édesanyja elviszi az orvoshoz, aki megnyugtatja őket, azonban az anyját félrehívva elmondja, hogy a lány terhes. Mikor Wendlát számonkéri az anyja, a lány nem tudja, hogy történhetett ez, és rá kell jönnie, hogy édesanyja hazudott neki. Végül Wendla átgondolja a helyzetet, és optimistán néz a jövőbe. ("Ezer árny")
Eközben Melchior szülei a fiú sorsáról veszekednek, de végül megegyeznek, hogy elküldik őt nevelőintézetbe, azonban azt nem mondják el neki, hogy Wendla gyermeket vár. Melchior és Wendla leveleznek egymással. Melchior az egyik levélből megtudja az igazságot, és kiszökik, hogy találkozzon a lánnyal.
Eközben a teljesen megrémült Wendlát, akinek fogalma sincs, mi fog történni, az anyja egy kétes orvoshoz viszi.
Mikor Melchior eléri a várost, küld egy üzenetet Ilsének, hogy kérje meg Wendlát, találkozzanak éjfélkor a temetőben. A temetőben Melchior meglátja Moritz sírját, és megesküszik magának, hogy ő és Wendla jobban nevelik majd gyermeküket. Mikor a lány késik a találkozóról, a fiú aggódni kezd. Ahogy körbenéz, észrevesz egy friss sírt, majd elolvassa a nevet a síron: Wendla. Ekkor rájön, hogy a lány meghalt. A sokktól és a gyásztól teljesen összeomolva elővesz egy pengét, hogy elvegye saját életét, de ekkor megjelennek Moritz és Wendla szellemei, és erőt adnak neki ahhoz, hogy kitartson ebben a világban. ("Tudod jól")
Ilse vezetésével mindenki kiáll a színpadra, hogy énekeljenek a reményről. ("Bíbor nyár")

## Szereposztás
| Szereplő         | Eredeti Broadway- szereposztás | Eredeti magyar szereposztás                                   | Eredeti stúdió-szereposztás                                   | 2015-ös Broadway- szereposztás                        |
| ---------------- | ------------------------------ | ------------------------------------------------------------- | ------------------------------------------------------------- | ----------------------------------------------------- |
| Melchior Gabor   | Jonathan Groff                 | Kossuth Gergő Angler Balázs Pásztor Ádám                      | Kocsis Dénes                                                  | Austin P. McKenzie                                    |
| Wendla Bergmann  | Lea Michele                    | Viczina Dalma Vágó Bernadett Vágó Zsuzsi Török Anna           | Fekete-Kovács Veronika Vágó Zsuzsi                            | Sandra Mae Frank Katie Boeck (hang, gitár)*           |
| Moritz Stiefel   | John Gallagher, Jr.            | Kerényi Miklós Máté Pirgel Dávid Mihálka György               | Mihálka György Pirgel Dávid (2011-től) Kabai Alex (2012-től)  | Daniel N. Durant Alex Boniello (hang, gitár)*         |
| Minden férfi     | Stephen Spinella               | Szabó P. Szilveszter                                          | Angler Balázs                                                 | Russell Harvard Patrick Page *                        |
| Minden nő        | Christine Estabrook            | Bajcsay Mária                                                 | Moravszki Enikő                                               | Marlee Matlin Camryn Manheim *                        |
| Ilse Neumann     | Lauren Pritchard               | Baranyai Annamária Vágó Zsuzsi Réder Nóra                     | Réder Nóra Vágó Zsuzsi (2011-től) Faragó Alexandra (2012-től) | Krysta Rodriguez                                      |
| Hanschen Rilow   | Jonathan B. Wright             | Gulyás Balázs Pásztor Ádám                                    | Gulyás Balázs Pirgel Dávid Petróczi Gábor                     | Andy Mientus                                          |
| Georg Zirschnitz | Skylar Astin                   | Kocsis Dénes Mihálka György                                   | Heisz Krisztián                                               | Alex Wyse                                             |
| Martha Bessell   | Lilli Cooper                   | Moravszki Enikő Simon Panna Boglárka Réder Nóra               | Simon Panna Boglárka                                          | Treshelle Edmond Kathryn Gallagher (hang, gitár)*     |
| Ernst Röbel      | Gideon Glick                   | Zádori Szilárd Mihálka György                                 | Zádori Szilárd Kabai Alex (2013-tól)                          | Joshua Castille Daniel David Stewart (hang, zongora)* |
| Otto Lämmermeier | Brian Charles Johnson          | Kádár Szabolcs Pásztor Ádám                                   | Kádár Szabolcs                                                | Miles Barbee Sean Gardillo (hang, basszusgitár)*      |
| Anna             | Phoebe Strole                  | Kiss Tünde Török Anna                                         | Kiss Tünde Czigány Judit (2011-től)                           | Ali Stroker                                           |
| Thea             | Remy Zaken                     | Zalatnay Flóra Lili Moravszki Enikő Simon Boglárka Török Anna | Török Anna Jenes Kitti (2010-től)                             | Amelia Hensley Lauren Luiz (hang)*                    |

* A 2015-ös Broadway változatban egy másik személy adta azoknak a karaktereknek a hangját, akiket egy siket vagy nagyothalló színész alakított.

## Szereplők

### Gyerekek
- Melchior Gabor: Egy intelligens iskolásfiú, aki radikális nézetekkel rendelkezik, nem jár templomba se. Beleszeret Wendlába. A beceneve: Melchi.
- Wendla Bergmann: Egy ártatlan, kíváncsi lány, aki beleszeret Melchiorba.
- Moritz Stiefel: Melchior legjobb barátja. Szembe kell néznie, hogy felnő, és teste változásokon megy át. Ezen kívül a családja és az iskolai rendszer is nagy nyomást helyz rá.
- Ilse Neumann: A többiek egy barátja, aki bántalmazó családban nőtt fel, most egy művészkolóniában él boldogtalanul.
- Hänschen Rilow: Egy intelligens, de manipulatív iskolásfiú, akinek Ernsttel van romantikus kapcsolata.
- Ernst Röbel: Egy meleg fiú, aki szégyelli szexualitását. Hänschennel van romantikus kapcsolata.
- Martha Bessell: Wendla barátnője, akit bántalmaz az apja. Moritz iránt érdeklődik.
- Georg Zirschnitz: Egy osztálytárs, aki érzéseket táplál a zongoratanárnője iránt.
- Otto Lämmermeier: Egy osztálytárs, akinek furcsa álmai vannak.
- Thea: Wendla legjobb barátnője, akinek tetszik Melchior.
- Anna: Martha legjobb barátnője.
- Bobby Maler: Hänschen szerint jól néz ki a khaki színű nadrágjában.

### Felnőttek
- Bergmann asszony: Wendla édesanyja
- Fanny Gabor: Melchior édesanyja
- Bessell asszony: Martha édesanyja
- Georg zongoratanárnője
- Igazgatóhelyettesnő
- A fiúiskola igazgatója
- Gabor úr: Melchior édesapja
- Stiefel úr: Moritz édesapja
- Rilow úr: Hänschen édesapja
- Neumann úr: Ilse édesapja
- Kaulbach atya: a pap
- Brausepulver Doktor
- Schmidt: doktor (szerű)

## Zeneszámok
Első felvonás
| Angolul                         | Magyarul              | Szereplők                                 |
| ------------------------------- | --------------------- | ----------------------------------------- |
| Mama Who Bore Me                | Anyám, te árva        | Wendla                                    |
| Mama Who Bore Me (Reprise)      | A mama áldott         | Wendla és a lányok                        |
| All That's Known                | Ugyanúgy              | Melchior                                  |
| The Bitch of Living             | De nagy gáz az egész  | Moritz, Melchior és a fiúk                |
| My Junk                         | Te vagy a speed       | a lányok és a fiúk                        |
| Touch Me                        | Csak érints           | a fiúk és a lányok                        |
| The Word of Your Body           | A test szava          | Wendla és Melchior                        |
| The Dark I Know Well            | A sok csúf éjjel      | Martha, Ilse és a fiúk                    |
| The Word of Your Body (Reprise) |                       | Otto és Georg (nem szerepel a felvételen) |
|                                 | A test szava (repríz) | a lányok és a fiúk                        |
| And Then There Were None        | Nincs már tovább      | Moritz és a fiúk                          |
| The Mirror-Blue Night           | Kék tükör éj          | Melchior és a fiúk                        |
| I Believe                       | Hiszem én             | a fiúk és a lányok                        |

Második felvonás
| Angolul                         | Magyarul                    | Szereplők                            |
| ------------------------------- | --------------------------- | ------------------------------------ |
| The Guilty Ones                 | Bűnbe csalt                 | Wendla, Melchior, a fiúk és a lányok |
| Don't Do Sadness / Blue Wind    | A könny úgy bánt / Zord tél | Moritz és Ilse                       |
| Left Behind                     | Köddé vált                  | Melchior, a fiúk és a lányok         |
| Totally Fucked                  | Baszott világ               | Melchior, a fiúk és a lányok         |
| The Word of Your Body (Reprise) | A test szava (repríz)       | Hanschen és Ernst                    |
| Whispering                      | Ezer árny                   | Wendla                               |
| Those You've Known              | Tudod jól                   | Moritz, Wendla és Melchior           |
| The Song of Purple Summer       | Bíbor nyár                  | Ilse és a társulat                   |

++Megjegyzések: „The Guilty Ones” a még az off-Broadway-változatban szereplő második felvonás nyitányt, „There Once Was a Pirate”-ot váltotta le, mely később az album iTunes-változatának bónuszdalaként megjelent Duncan Sheik előadásában. A darab bécsi, londoni és turnéváltozatába belekerült Melchior egy további dala is, a „Touch Me”, mely a „Whispering” közben kapott helyet.

## Magyar bemutató
A magyarországi premierrel a londoni Westend-bemutatóval egy időben került sor. Az előadást a Budapesti Operettszínház a Nyugati Teátrummal közös koprodukcióban mutatja be, új, fiatal tehetségek közreműködésével. A magyarországi premier rendhagyó annyiban, hogy a produkciót először mutatták be non-replika változatban a Nyugati Teátrumban.
„Egy bátor musical, ami fordulatai miatt felejthetetlen és felvillanyozó, újraéleszti a rejtély és az izgalom fogalmát, s tüzet éleszt mindannyiunk lelkében” – The New York Times
- Magyar szöveg: Kerényi Miklós Gábor, Somogyi Szilárd
- Zenei vezető: Riederauer Richárd
- Díszlet-jelmez: Bartha Andrea
- Koreográfus: Tihanyi Ákos
- Rendező: Somogyi Szilárd

A magyar változat utolsó előadása 2014. május 9-én volt a Budapesti Operettszínház raktárszínházában.

## Fordítás
- Ez a szócikk részben vagy egészben  a   Spring Awakening című angol Wikipédia-szócikk ezen változatának fordításán alapul.  Az eredeti cikk szerkesztőit annak laptörténete sorolja fel. Ez a jelzés csupán a megfogalmazás eredetét és a szerzői jogokat jelzi, nem szolgál a cikkben szereplő információk forrásmegjelöléseként.